# Monte Altuino
Monte Altuino (1.271,0 m s.l.m.) è un rilievo dei monti Affilani, nel Lazio, nella provincia di Roma, nel comune di Arcinazzo Romano.